# Lymanopoda trimaculata
Lymanopoda trimaculata är en fjärilsart som beskrevs av William Chapman Hewitson 1870. Lymanopoda trimaculata ingår i släktet Lymanopoda och familjen praktfjärilar. Inga underarter finns listade i Catalogue of Life.